# USS United States (CVA 58)
A USS United States az amerikai haditengerészet kötelékében szolgáló repülőgép-hordozó lett volna, az azonos nevű hajóosztály első tagja. 1948. július 29-én Harry Truman négy új, úgynevezett „szuperhordozó” építését hagyta jóvá. A világháború utáni első tervezésű hajóosztály első tagjának építését 1949. április 18-án kezdték meg a virginiai Newport News hajógyárában. A padlólemez letételét követő öt napon belül azonban az építkezést politikai nézeteltérések miatt – elsősorban a B–36 Peacemaker hadrendbe állása miatt – leállították, amely a „tengernagyok lázadásához” vezetett. A CVA 58 lajstromjelzés mutatja, hogy a hajó csapásmérő repülőgép-hordozó (attack carrier) lett volna, hordozók tekintetében pedig az 58.
A koreai háború során azonban bebizonyosodott a hordozók, azokon belül is a „szuperhordozók” további létjogosultsága: a rájuk telepített repülőezredek, melyeket kis méretű, gázturbinás csapásmérő repülőgépek alkotnak, képesek hadműveleti és hadászati szinten is befolyásolni a katonai eseményeket, rugalmasabban és időben tartósabban mint a hadászati bombázórepülőgép-flotta. Ezért két évvel később az új hordozóosztály, a későbbi Forrestal tervezésénél a légierővel lezárult viszály már nem okozott nehézségeket. Az új hajóegység, a USS Forrestal, sorrendben az 59. lett, és a „szuperhordozók” vízkiszorítása hat év alatt a másfélszeresére nőtt, a CV 65-tel bezáróan (a CVN 68 és a CVN 78 még nehezebb lett).

## Története

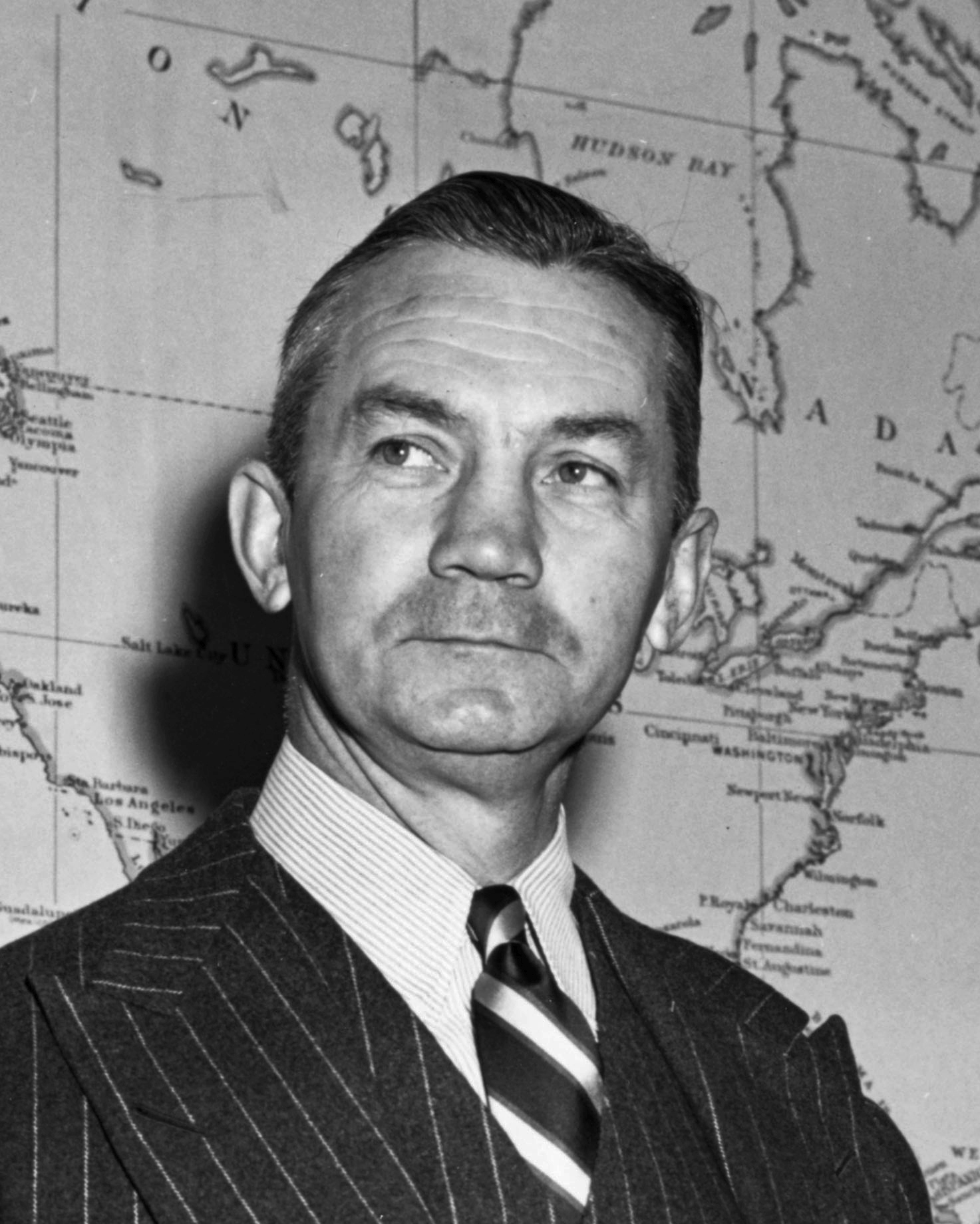
James V. Forrestal, utolsó amerikai haditengerészeti miniszter és első védelmi miniszter (1892-1949)

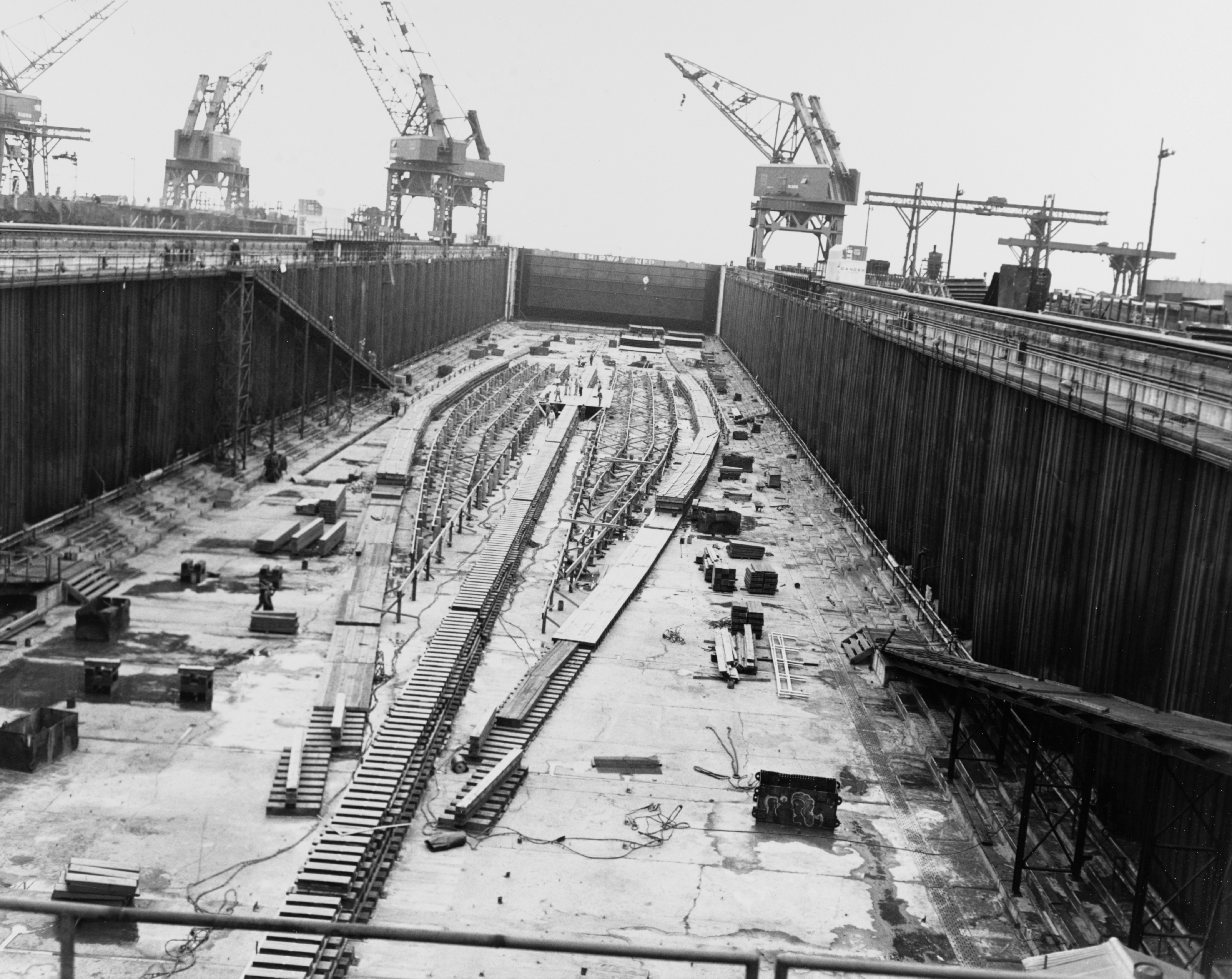
USS United States hajógerincének lefektetése, 1949. április 18.

A második világháború sikereit követően 1948-ra az amerikai haditengerészet repülőgép-hordozóinak száma a háborús 99-ről 20 alá zsugorodott. A legújabb 45 000 tonnás Midway osztályt 1945 végén állították hadrendbe, közel 300 méteres fedélzetéről 130 akkori méretű repülőgépet lehetett üzemeltetni. A USS Midway (CVB-41), a USS Franklin D. Roosevelt (CVB-42) és a USS Coral Sea (CVB-43) még elkészült, de az osztály három további, már leszerződött tagjának építését leállították azelőtt, hogy a hajók nevet kaptak volna (CVB-44, CVB-56 és CVB-57).
A haditengerészet a háború utáni hordozó stratégiájának kialakításával küzdött, miközben számos esemény változtatta meg radikálisan nem csak a hordozók beszerzési körülményeit, de azok tervezési szempontjait is. A védelmi költségvetés csökkenése az összes amerikai fegyvernem méretét lekorlátozta, ezért azoknak egymással is meg kellett küzdeniük a költségvetési forrásokért. Ez különösen a haditengerészetet és a légierőt állította szembe. A flottát egyre több sugárhajtású géppel szerelték fel, amelyeket azonban a kisebb méretű Essex osztály hajóiról egyre körülményesebben lehetett csak üzemeltetni. A sugárhajtóművek a dugattyús motorokhoz képest lassabban pörögtek fel, így a gépek felszállási hossza megnövekedett, és ehhez hosszabb fedélzetre, de legalábbis gőzkatapultos indításra volt szükség. A nagyobb sebességű és nehezebb gépeknek a leszálláshoz is több hely, a fafedélzetnél nagyobb teherbírású acélfedélzetre volt szükségük. A sugárhajtású gépek több üzemanyagot is fogyasztottak, ezek hordozón való tárolásához is több helyre volt szükség. Az Essex osztály túl kicsinek bizonyult.
Megoldásként egyrészt az SCB-27 program keretén belül az Essex osztály radikális áttervezését hajtották végre, továbbá megvizsgálták a Midway osztály átépítését is, illetve egy új hordozó osztály elkészítését. További nehézséget jelentett a sugárhajtású bombázók kérdése, mivel addig csak vadászgép méretű, 5-7 tonnás repülőgépeket üzemeltettek hordozókról. A közel öt tonnás tömegű atomfegyverek szállítására azonban csak a nagyobb, 40-50 tonnás bombázók lettek volna alkalmasak, amelyek számára még a Midway osztály is túl kicsi volt.
A költségvetési nyomás ellenére 1946. elején megkezdődött a munka egy új hordozó osztály kifejlesztésén, amelyet CVB-X kódnévvel láttak el (Carrier Vessel, Bomber - Experimental; kísérleti bombázóhordozó). Az új hajóosztály az 1940-es évek végére és az 1950-es évek elejére várt sugárhajtású nehézbombázók hordozására lett volna alkalmas. A tervezési folyamat végére megszületett az SCB-6A tervezésű hajó, amely később a USS United States (CVA-58) nevet kapta. A projekt fő támogatója James V. Forrestal hadügyminiszter volt, aki az első világháború során haditengerészeti pilótaképzésben részesült. Az újonnan bevezetett CVA rövidítésnél az utolsó „A” betű az „Attack” (támadás) szerepre utalt, egyesek szerint azonban „A” mint „Atomic” megfelelőbb lett volna.
A légierő a távolsági stratégiai bombázását az 1946 augusztusában hadrendbe állított Convair B–36 Peacemaker nehézbombázókra alapozta, amely így szembekerült a haditengerészet új szuperhordozóira telepíthető bombázókkal. Bár a háborús tapasztalatai alapján a haditengerészet a saját stratégiai bombázóit a légierőt kiegészítő, és nem helyettesítő funkcióként látta, a háború utáni költségvetési krízis nem biztosított elég forrást a haditengerészet 189 millió dolláros darabáron bekerülő hordozók köré épülő flottáinak és a légierő 100 darabos B-36 stratégiai nukleáris bombázóinak egyidejű beszerzésére.
A haditengerészet 1948. július 29-én megkapta a jóváhagyást a négy szuperhordozó első tagjára, amikor Harry S. Truman elnök aláírta az 1949-es évi haditengerészeti költségvetési törvényt, a Naval Appropriations Act of 1949-et. A négy szuperhordozó flottájában helyet kapott volna egy United States osztály, egy Midway osztály, vagy kettő Essex osztály. A tengeralattjáró-elhárító és vadászgép feladatokat a kisebb hordozók látták volna el. Az 1948-as tervek szerint évi egy United States osztály készült volna el az 1949-es és 1952-es költségvetési évek között, és 1955-re az összeset hadrendbe állították volna.
A Truman és Forrestal közötti védelempolitikai és -költségvetési nézeteltérés egyre erősödött, különösen azután, hogy Forrestal az 1948-as amerikai elnökválasztási kampány során Truman opponensét támogatta. 1949 márciusában az elnök végül Forrestal lemondását kérte. A leváltott hadügyminisztert később idegrendszeri kimerültséggel és depresszióval a bethesdai haditengerészeti kórházba vitték, amelynek 16. emeletéről 1949. május 22-én éjszaka a halálába ugrott.

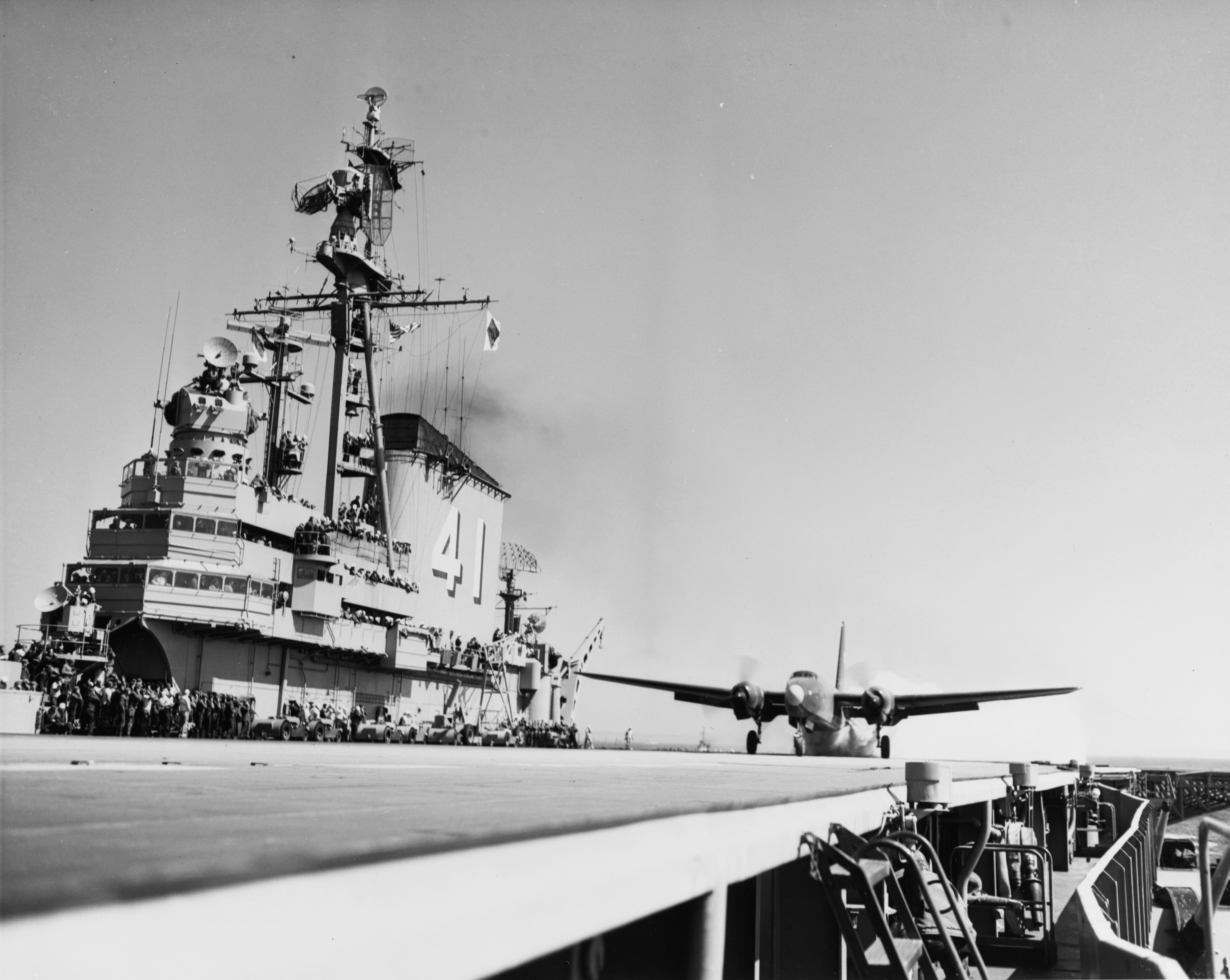
Lockheed P2V

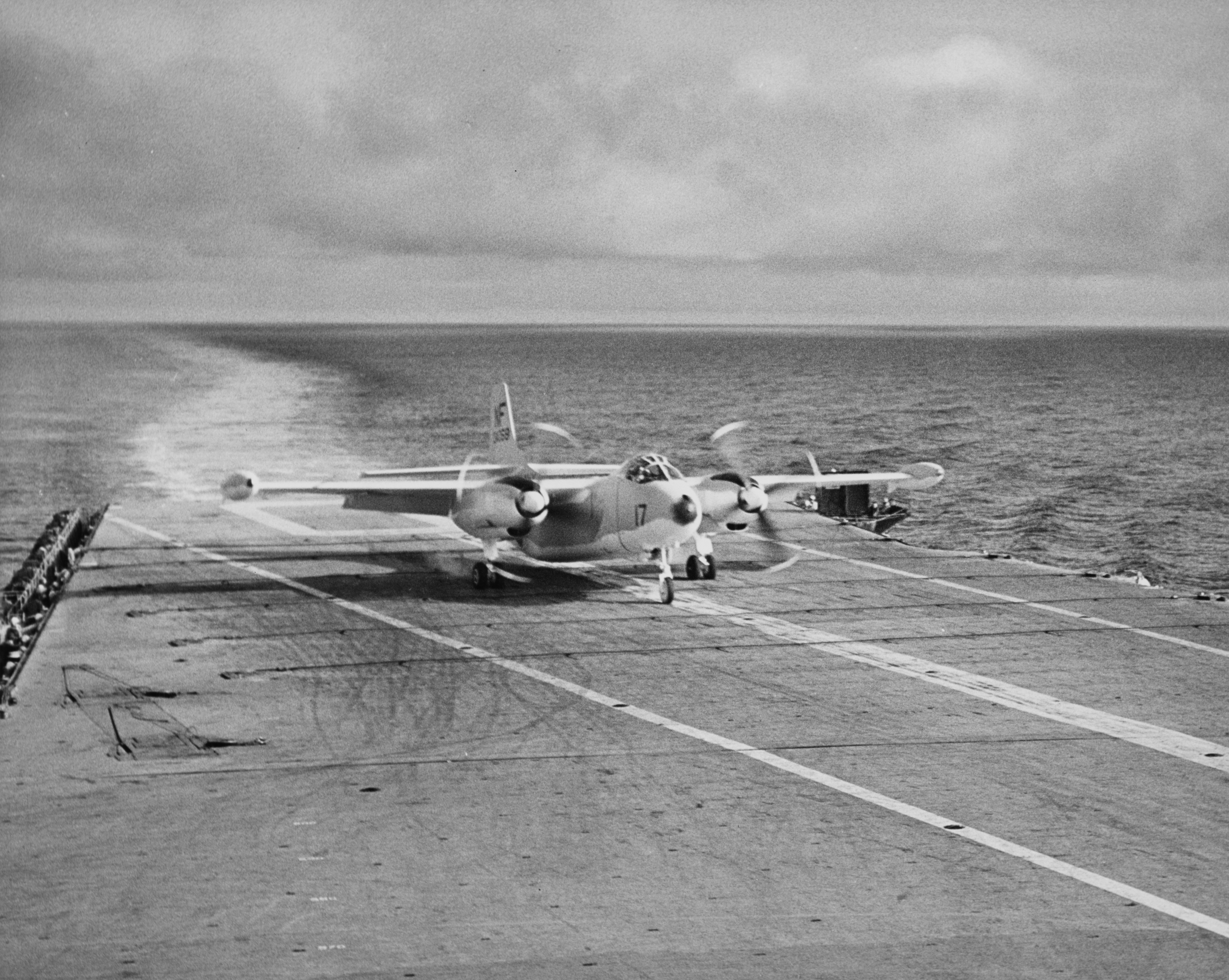
North American AJ Savage

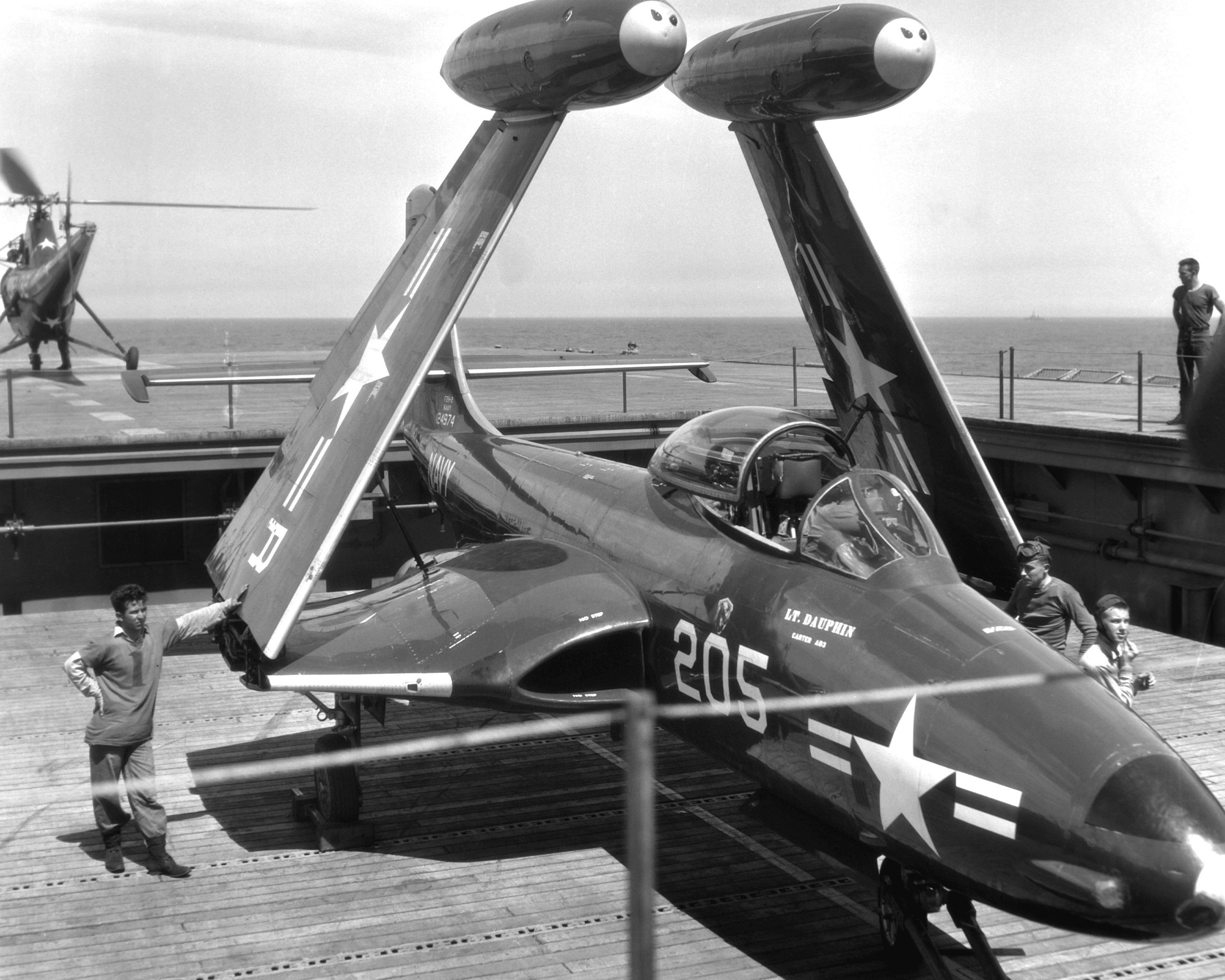
XF2H McDonnel Banshee

A United States hajógerincét 1949. április 18-án fektették le a virginiai Newport News városában található Newport News Shipbuilding hajógyárban. A hajóosztály további három tagját azonban még nem hagyták jóvá, így nevet sem kaptak. Forrestal utódja, Louis A. Johnson védelmi miniszter öt nappal a United States hajógerincének letéte után, 1949. április 23-án az egész projektet leállította anélkül, hogy ezt a haditengerészeti miniszterrel egyeztette volna. Magához az építkezéshez is csak ímmel-ámmal álltak hozzá, a hajógerinc lefektetését nem ünnepelték meg, csak néhány dokkmunkás és egy fotós vett részt az eseményen. A törölt építési program helyett a légierő kapta meg a forrásokat, amelyek biztosították a száz darab Convair B–36 Peacemaker bombázó megvásárlását. A hordozóflottát továbbá nyolc Essex osztályról négyre, továbbá három Midway osztályra csökkentették. Ez a döntés, a haditengerészeti repülést sújtó egyéb megvonásokkal együtt vezetett a „tengernagyok lázadása” néven elhíresült eseményhez. A United States építését leállító bejelentést követően John L. Sullivan haditengerészeti miniszter tiltakozásul lemondott. Louis E. Denfeld, a haditengerészeti vezérkari főnököt pedig a lázadásban vállalt szerepe miatt novemberben rúgta ki Francis P. Matthews új haditengerészeti miniszter.
Kárpótlásul a haditengerészet engedélyt kapott a Midway osztály továbbfejlesztéséhez, az Essex osztály modernizálásához, a North American AJ–1 Savage hadrendbe állításához és egy 31 tonnás haditengerészeti nehézbombázó, a későbbi Douglas A–3 Skywarrior kifejlesztéséhez.
A United States hajóosztály törlése miatt az Essex és Midway osztályokról üzemeltethető sugárhajtású gépek kifejlesztésére volt szükség, az A–3 Skywarrior például ilyen megkötések mellett került hadrendbe. Carl Vinson szenátor, a haditengerészet egyik lelkes támogatója, kiderítette, hogy a Kongresszus hajlandó lenne egy 60 000 tonnás vízkiszorításnál nem nehezebb hordozó jóváhagyására. Az eredetileg "CV Junior" névre becézett típusból lett a későbbi Forrestal osztály, tervezését 1950 februárjában kezdték meg. A koreai háború kitörésével újra növekedésnek induló katonai kiadások enyhítettek a légierő és a haditengerészet közötti viszályon, a hordozó-programok újra indulhattak.

## Felépítése

### Hajóteste
A United States hajótörzse a vízvonal felett 331 méter, a vízvonalnál 299 méter hosszú. A repülőfedélzet 332 méter hosszú lett volna. A törzs keresztmetszete 38 méter, a repülőfedélzet legszélesebb részén 60 méter széles lett volna. A hajó merülését 11 méteresre tervezték, a vízkiszorítása teljes terheléssel 83 350 tonna, üresen 66 000 tonna lett volna. Ezekkel a méretekkel messze túlszárnyalta volna a megelőző Midway osztály 45 000 tonnás és 300 méternél rövidebb hajóit.

### Fedélzete
A fedélzet méretével kapcsolatban elvárás volt, hogy legalább 23 gépet lehessen rajta tárolni úgy, hogy egy leszálló 24-iknek még maradjon hely. A háborús gyakorlattal szemben a fedélzetet nem szándékozták páncélozni, vélhetően mivel ez magasabbra helyezte volna a hajó súlypontját, lerontva stabilitását. A tervezők azzal számoltak, hogy egy, a fedélzetet átszakító bombát a vízvonal felett páncélozott ötödik szint úgyis megállítja. A háború alatt azonban a fedélzetet áttörő bombák egyik legkomolyabb áldozatait a könnyebb bevethetőség érdekében közvetlenül a fedélzet alá helyezett légi személyzet eligazító termek szenvedték, ahol a pilóták várták a bevetésüket. Az Essex osztály átépítéséből kialakult Ticonderoga osztálybanemiatt már mélyen a hajótestbe helyezték ezeket a helyiségeket.

### Felépítménye
A United States osztály egyik különlegessége az lett volna, hogy a nagy távolságra bevethető bombázók szélesebb szárnyfesztávja miatt a hordozón nem lett volna semmiféle fedélzeti felépítmény. Ez azonban számos egyéb problémával is járt volna, például a hajómotorból származó kipufogógáz elvezetésénék hiányával, amellyel egyébként a USS Langley esetében már az 1920-as években is meg kellett küzdeni. A pilóták viszont már az 1930-as évek óta felépítmény nélküli fedélzetre vágytak, az első kifejezetten hordozónak szánt, tehát nem cirkálóból átalakított hordozót, a USS Ranger-t is eredetileg így tervezték.
A másik nehézséget az jelentette volna, hogy torony hiányában nem lehetett volna hova elhelyezni a radarokat. Az egyik javasolt megoldás erre egy külön csapásvezérlő hajó rendszeresítése lett volna, amely a közelből adta volna át rádión a radaron érzékelt jeleket. Egy másik megoldás szerint külön radarral felszerelt repülőgép feladata lett volna a saját és ellenséges gépek nyomon követése, amely előrevetítette a későbbi AWACS rendszereket.

### Hangárok
Az egyik elképzelés szerint a hosszútávú bombázókat a fedélzeten tárolták volna, hasonlóan a második világháborús hordozókhoz, bár ebben az esetben azért, mert a nagy szárny fesztáv miatt azok nem fértek volna el a repülőfedélzet alatti hangárokban. A tervezők azzal számoltak, hogy egy akkor még 5 tonnás nukleáris fegyvert egy 45 tonnás bombázó szállította volna. A hangárokat a kisebb kísérő vadászgépeknek tartották volna fenn. A bombaraktárat is kisebbre tervezték, mint a második világháborús hordozók esetén, mert ugyan az egyes atomfegyverek lényegesen nagyobb méretűek voltak a világháborúban használt hagyományos bombáknál, egy esetleges atomháború esetére nem számoltak sok bevetéssel. 1945-ben Harold B. Sallada ellentengernagy akkor még csak előkészítési fázisban tartó, következő generációs hordozóval kapcsolatba arra számított, hogy "a Midway osztálynál nagyobb fedélzetű hajón 14 bombázó állomásozna... az 500 000 gallon (~2 millió liter) üzemanyag mindegyik bombázónak 8 bevetést tenne lehetővé."

### Meghajtása
Nyolc darab Foster Wheeler gőzkazán hozta volna létre azt a maximálisan 8,3 MPa gőznyomást, amely négy Westinghouse turbinát látott volna el. Mindegyik turbina egy 6,2 méter átmérőjű hajócsavart hajtott volna meg. A rendszer teljesítménye 280 000 lóerő, vagy 209 megawatt lett volna.
Ezzel a teljesítménnyel a United States osztály hajói elérhették a 33 tengeri csomós (61 km/h) sebességet, széllel szembe fordulva megkönnyítve a fel- és leszállásokat.

### Fegyverzete
Hajók és repülőgépek elleni közeli védelemmel szerelték volna fel, a repülőfedélzet pereme alatt. Nyolc darab 127 mm üteg és tizenhat darab 76 mm-es ikercsövű üteg védte volna. Légelhárításra 20 darab 20 mm-es Oerlikon gépágyú szolgált.

## Repülőgépei
A hordozóra egy 12 gépből álló bombázó- és egy 45 gépből álló vadászgép-ezred települt volna. Bombázónak a Lockheed P2V-3C Neptune-t, vagy a North American AJ Savage-ot használták volna. A Lockheed gép csak felszállni tudott volna a hordozóról. A gépek hatótávolsága 3500 km, kísérő vadászként a hasonló hatótávolságú McDonnell XF2H Banshee szolgált volna.